# Basílica de Nuestra Señora de Chiquinquirá (Maracaibo)
La Basílica de Nuestra Señora de Chiquinquirá es el templo católico más concurrido del estado Zulia en Venezuela, ubicada en el centro de la ciudad de Maracaibo. Una construcción dedicada a la Virgen de Chiquinquirá, patrona del estado Zulia. La basílica cuenta con 3 naves y 2 torres, un altar mayor, un presbiterio y numerosos nichos dedicados a diversos santos.

## Historia

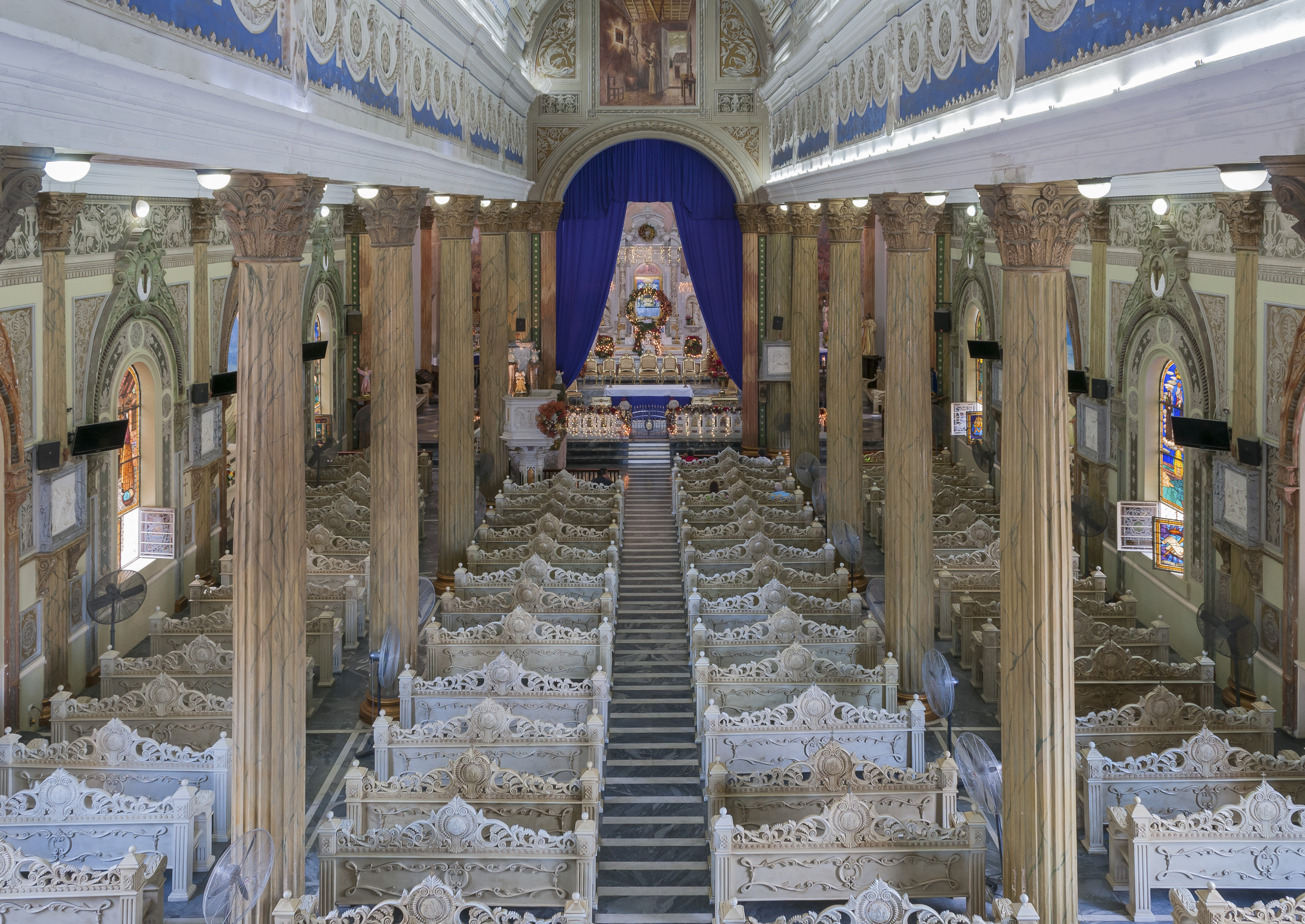
Panorámica de su interior.

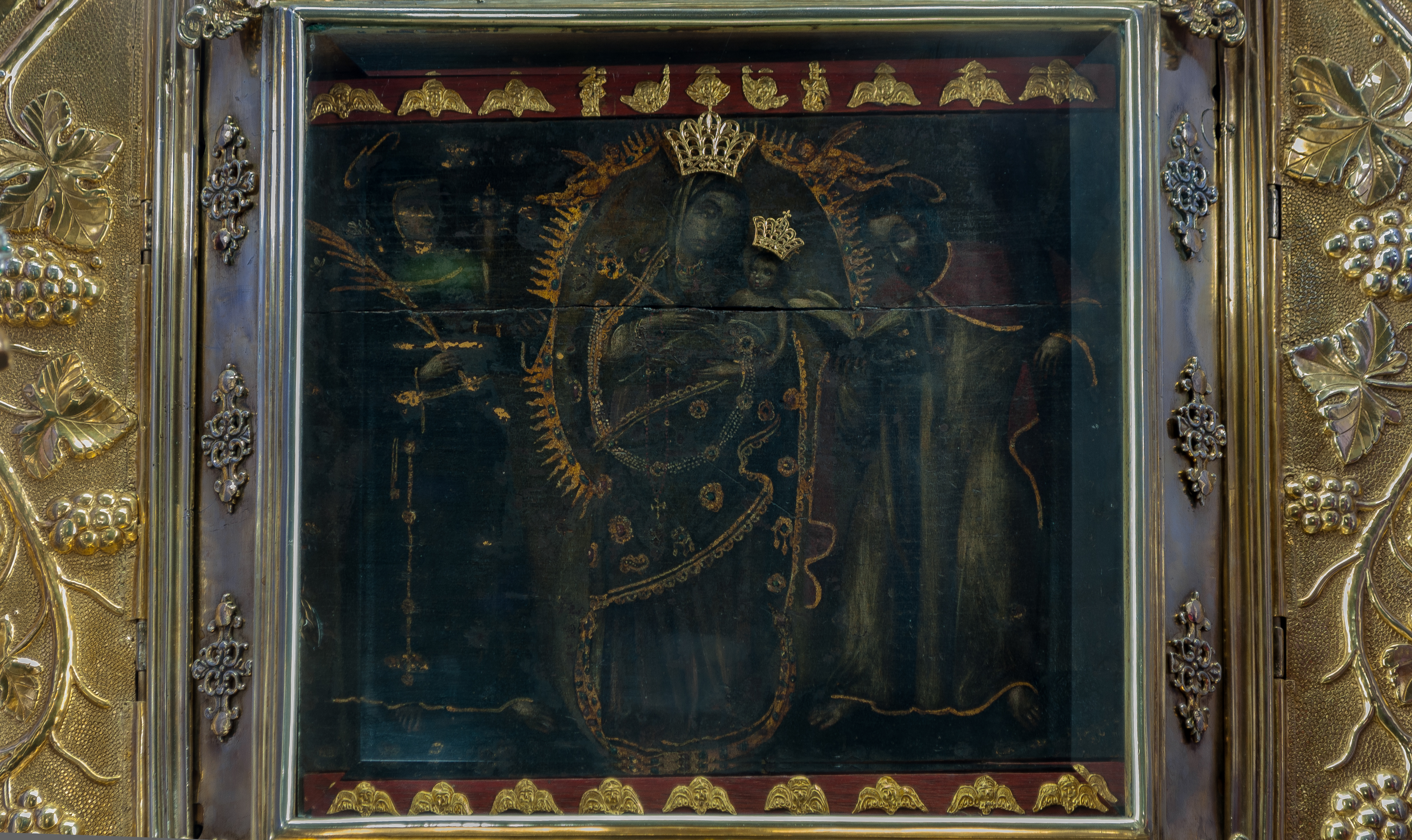
Tablita en la que aparece la imagen de la Virgen de Chiquinquirá.

A continuación se muestra de manera cronológica la evolución de la construcción.
- En 1686 el capitán Juan de las Nieves Andrade construye una ermita de barro y paja en honor a San Juan de Dios de quien era devoto.[2]
- En 1709 ocurre el milagro de la restauración de la tablita. Una humilde señora encuentra la tablita a orillas del Lago de Maracaibo y la coloca como tapa de una tinaja, luego escuchó un golpeteo y unas luces que venían de su casa y al entrar encontró en la tablita la imagen resplandeciente de la Virgen y el niño junto a San Antonio y San Andrés. La imagen en la tablita se convirtió en un objeto de peregrinación para los devotos, y la tablita fue trasladada a la ermita de San Juan de Dios, (actual Basílica).
- En 1712 el gobernador de la provincia de Maracaibo Francisco de la Roche Ferrer decreta la construcción de la iglesia de ladrillo en donde se encontraba la ermita de San Juan de Dios.
- En 1717, el gobernador Guillermo Tomás de Roo ordenó derribar la ermita y construir en su lugar una más amplia entre los años 1717 y 1723.
- En 1770 el mayordomo de la iglesia Pedro González de Acuña construyó la primera torre.
- En 1858 José de Jesús Romero remodela la iglesia, la cual es rebautizada parroquia de Nuestra Señora de Chiquinquirá y San Juan de Dios.
- En 1920 monseñor Arturo Celestino Álvarez, segundo obispo de Maracaibo, obtiene del Papa Benedicto XV el decreto de elevación del templo a basílica menor.
- En 1921 se crea la corporación Zuliana para la coronación de Nuestra Señora de Chiquinquirá, la que inicia la remodelación de la iglesia hasta su forma y dimensiones actuales, los trabajos terminan en 1941.
- El 18 de noviembre de 1942 fue el acto de coronación de la Virgen de Chiquinquirá, el cual fue oficiado por Monseñor Marcos Sergio Godoy, tercer obispo de la diócesis de Maracaibo y contó con la presencia de monseñor Arturo Celestino Álvarez en ese entonces obispo de la diócesis de Calabozo y el presidente de la república general Isaías Medina Angarita entre otras personalidades, en dicho acto se coronó a la Virgen con una corona de 10 kg de oro de 18 quilates.[3]
- En el año 2004 se inauguró una plaza monumento a la Chinita frente a la basílica, la obra fue diseñada y ejecutada por el arquitecto Alí Namazi.

El día especial de la patrona es el 18 de noviembre. Con respecto al origen de la imagen zuliana, sin desmeritar el milagro y la fe de los feligreses, a juzgar por tener el mismo nombre y misma iconografía, se podría decir que es una réplica de la imagen colombiana debido a que la devoción de esta es anterior (siglo XVI) a los acontecimientos de Zulia (siglo XVIII) y la devoción estaba siendo extendida fuera de la región andina donde ocurrió el milagro.
Historia de la Bajada de la Chinita.
La “Bajada de la Chinita” es una tradición originaria de Andalucía, España y que en Maracaibo se viene realizando desde principios de siglo XVIII. Esta actividad comenzó a tomar importancia luego de la coronación de la Chinita en 1942. Es entonces que desde 1942 hasta 1970 no hubo continuidad en la realización de esta actividad. Es durante la gestión de Mons. Roberto Luckert como párroco de la Basílica entre 1972-1978 y 1980-1985 quien le da un realce a esta celebración con el objetivo de congregar de nuevo a la feligresía, especialmente aquellas personas quienes vivieron en El Saladillo que tuvieron que migrar a otra zonas de la ciudad consecuencia de “La Piqueta”. Y de esta manera recobrar la tradición y fijar como fecha el último sábado del mes de Octubre para realizarla. Anteriormente no se hablaba de “Bajada” sino de “Traslado” luego de la misa, se abría el camarín y se iba pasando el retablo a lo largo de una formación de servidores hasta colocarla sobre un meson, para la adoración del pueblo. La procesión no iniciaba hasta que el último feligrés no rendía honores a la patrona. Al pasar de los años, la idea de acercar la imagen de la Virgen a su gente ha atravesado por formas muy rudimentarias. Se comenzó a utilizar un tobogán de madera manual para el descenso, no era más que una polea con una tabla y un mecate. La bajada de la imagen duraba alrededor de 2 horas y no faltaban gritos que decían: ¡Soltá, Bajála! de las personas involucradas en el proceso. Es entonces que a partir del año 2002, en la gestión del Pbro. Eleuterio Cuevas se instauró un nuevo tobogán con sistema electrónico que permitía el descenso de la imagen en 30 minutos. Además de agregar un juego de luces que le dio mayor vistosidad y la posibilidad de televisar el evento para masificarlo. A partir del año 2009, por la gran cantidad de fieles que se congregaban en la Basílica y en conmemoración de los 300 años de la renovación, esta celebración se realiza en la Plazoleta de la Basílica, se amplió el tobogán a 60 metros y es donde cada año la Virgen desciende al ritmo de la gaita zuliana cada último sábado del mes de Octubre.

## Cultura

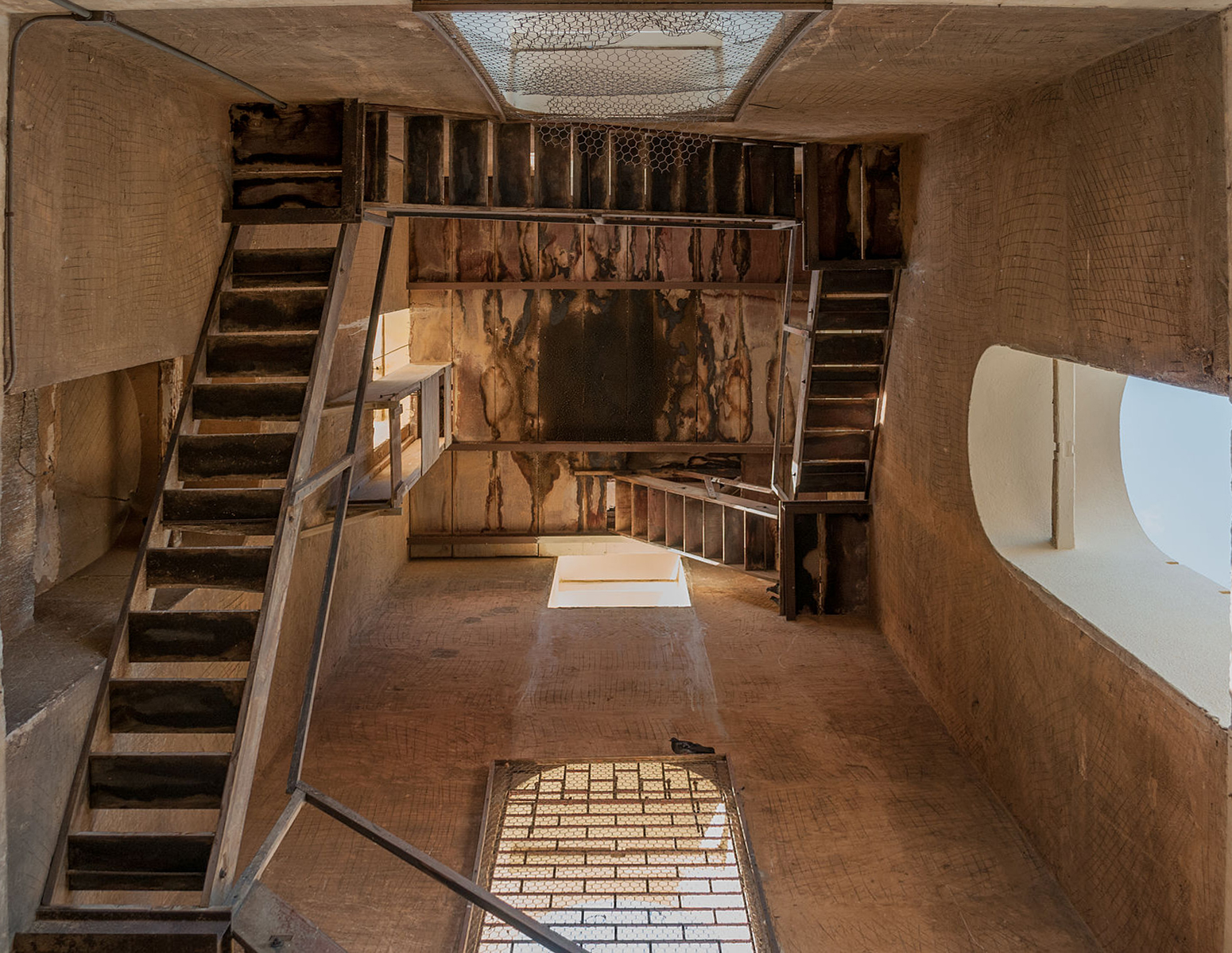
Torre del campanario de la Basílica
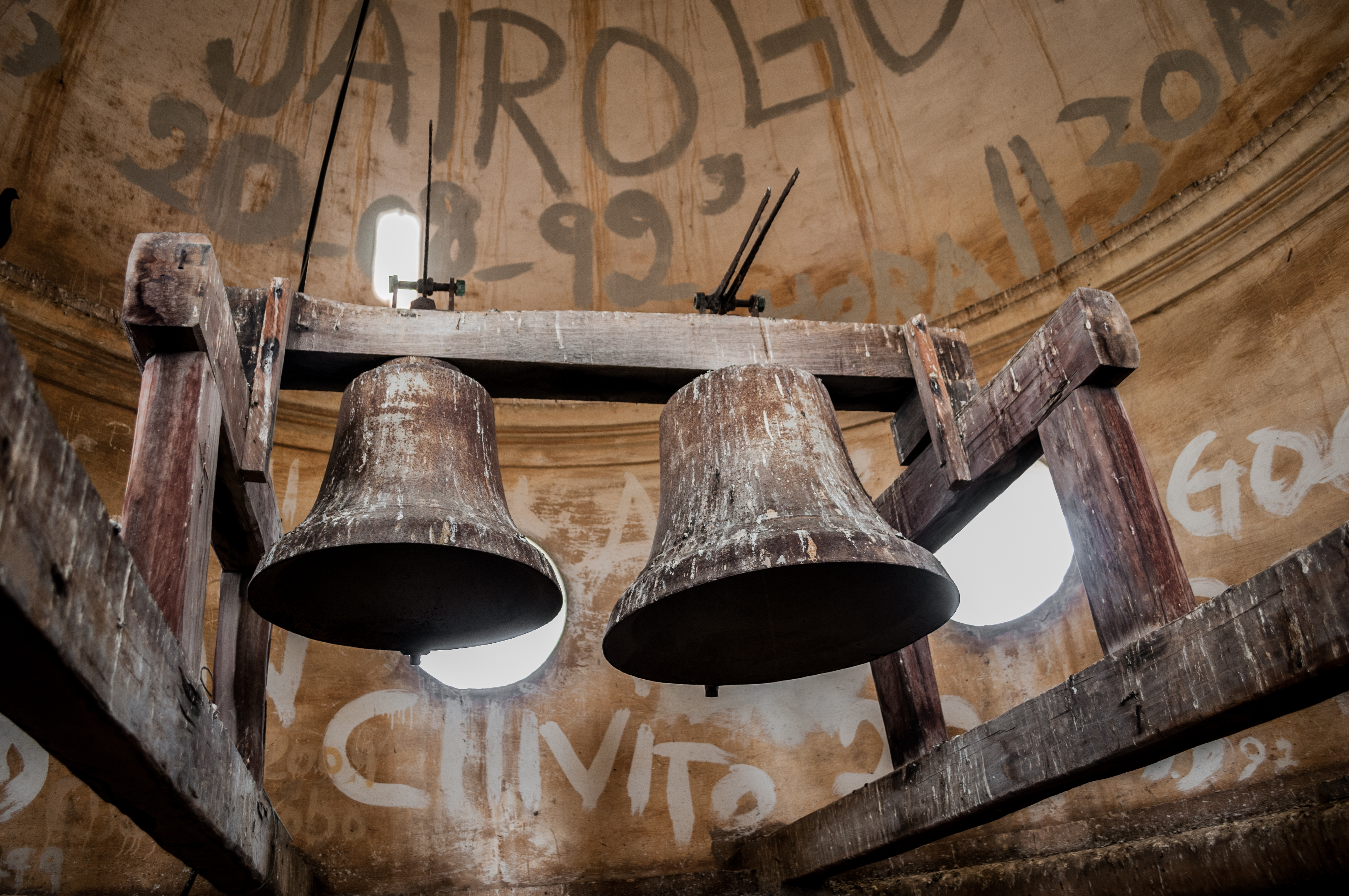
Campanario de la Basílica

Es una obra arquitectónica representativa de la ciudad de Maracaibo y del estado Zulia, es mencionada en canciones de Gaita zuliana además de estar presente en postales, cuadros, y otras manifestaciones.
Cerca del 18 de noviembre de cada año, la basílica es el centro de la Feria de la Chinita, un evento sociocultural importante de la región, durante el cual además de las actividades religiosas como la procesión y la bajada de la virgen, se celebran eventos como el amanecer gaitero frente a la basílica, las corridas de toros en la plaza de toros el monumental de Maracaibo, el encendido de las luces navideñas de las avenidas Bella Vista y la Limpia, el juego de las Águilas del Zulia en el estadio Luis Aparicio, el Festival de la Orquídea por Super Sábado Sensacional.